# Pyriglena
Genre
Pyriglena est un genre de passereaux de la famille des Thamnophilidés, originaires d'Amérique du Sud.

## Liste des espèces
Selon la classification de référence du Congrès ornithologique international (version 14.1, 2024) :
- Pyriglena leuconota — Alapi à dos blanc, Priglène à dos blanc (von Spix, 1824)
  - Pyriglena leuconota pacifica (Chapman, 1923)
  - Pyriglena leuconota castanoptera (Chubb, C, 1916)
  - Pyriglena leuconota picea (Cabanis, 1847)
  - Pyriglena leuconota similis (Zimmer, JT, 1931)
  - Pyriglena leuconota marcapatensis (Stolzmann & Domaniewski, 1918)
  - Pyriglena leuconota hellmayri (Stolzmann & Domaniewski, 1918)
  - Pyriglena leuconota maura (Ménétries, 1835)
  - Pyriglena leuconota interposita (Pinto, 1947)
  - Pyriglena leuconota leuconota (von Spix, 1824)
  - Pyriglena leuconota pernambucensis (Zimmer, JT, 1931)
- Pyriglena atra — Alapi noir, Priglène à manteau tacheté (Swainson, 1825)
- Pyriglena leucoptera — Alapi demoiselle, Priglène à ailes blanches (Vieillot, 1818)
- Pyriglena maura — Alapi de Ménéstries (Ménéstries, 1835)
- Pyriglena similis — Alapi du Tapajos (Zimmer, 1931)